# Эффект Пельцмана
Эффект Пельцмана (англ. The Peltzman effect) — когнитивное искажение, при котором слишком большое количество защитных устройств и правил техники безопасности повышает риск несчастных случаев из-за ложного чувства неуязвимости. Феномен назван в честь профессора Чикагского университета — Сэмюэля Пелцмана. В 1975 он опубликовал статью «The Effects of Automobile Safety Regulation», в которой предположил, что люди склонны компенсировать свою безопасность более рискованными поступками.

## История
С 1970-х годов США начали повсеместно вводить закон об обязательном использовании ремней безопасности для водителей автотранспорта. Экономист Самюэль Пельцман провел ряд исследований, чтобы проследить, как подобный законодательный акт повлияет на вождение. Результаты выявили, что после принятия закона число дорожно-транспортных происшествий выросло, при этом количество смертей в авариях уменьшилось. Чтобы объяснить такой феномен, Пельцман применил экономический принцип реакции людей на стимулы.
Рациональному человеку свойственно сравнивать предельное благо с предельными издержками. То же самое возникает и при управлении автомобилем. Водитель будет снижать скорость лишь в тех случаях, когда благо безопасного движения возрастает (например, во время дождя или в условиях гололеда), и, наоборот, повышать скорость, когда это благо уменьшается. Ремни безопасности, в свою очередь, снизили издержки дорожно-транспортного происшествия, поскольку вероятность летального исхода уменьшается, как и благо осторожной езды. Таким образом, человек подсознательно реагирует на ремни безопасности, как если бы они улучшили реальные условия вождения, тем самым позволяя ему пренебрегать другими показателями (например, скорость, дистанция, внимание и т. д.). Полученный результат он описал в своей статье «The Effects of Automobile Safety Regulation», опубликованной в Journal of Political Economy в 1975 году.

## Эксперименты

### Антиблокировочная тормозная система
Highway Loss Data Institute провели исследования, которые показали, что наличие ABS в транспортных средствах не снижает риск возникновения ДТП. При этом у водителя, управляющего автомобилем с ABS, шансы погибнуть больше, чем у того, кто управляет автомобилем без аналогичной системы.
Похожий эксперимент был проведён в Германии. Часть мюнхенского автопарка службы такси была оснащена ABS, а другая нет. После трёх лет наблюдений результаты показали, что водители, ездившие на машинах с ABS, демонстрировали более опасную езду, чем те, у кого ABS отсутствовала. Это означает, что первая группа осознанно подвергала себя риску, заведомо зная про антиблокировочную систему, в то время как вторая группа делала все, чтобы его избежать.

### Шлемы
В 2006-м году в Англии было проведено исследование, которое показало, что автомобилисты чаще сталкиваются с водителями мотоциклов, которые едут в шлеме. Это связано с ложной уверенностью, что шлем способен защитить мотоциклиста и, соответственно, к нему можно отнестись с бо́льшим «пренебрежением», чем к тем, у кого шлем отсутствует.

### Переход Швеции на правостороннее движение
В 1967 году Швеция перешла с левостороннего на правостороннее автомобильное движение, что вызвало значительное сокращение уровня аварийности и летальных исходов. Также сократилось количество требований выплаты страховки в связи с ДТП (почти на 40 %), хотя в последующие 6 недель показатель нормализовался. Уровень смертности вернулся к прежним показателям в течение следующих двух лет. Исследователи сошлись во мнении, что причина заключалась в более аккуратном вождении, вызванном эффектом кажущегося риска.

### Спорт
В одном из исследований ученые сравнили статистику травматизма в таких видах спорта, как американский футбол и регби. Дело в том, что игроки в американский футбол имеют прочную защитную экипировку, в то время как у игроков в регби она отсутствует. Однако исследования показали, что шансы пострадать в американском футболе намного выше, чем в регби. Уровень риска, который предпринимают игроки пропорционален тому, насколько безопасно они себя чувствуют. Таким образом, как прямой результат наличия защиты, американские футболисты ведут себя более агрессивно и, следовательно, получают более серьёзные травмы, чем регбисты.

### Технологии
Наблюдения показали, что пользователи пренебрегают безопасностью своих личных данных при использовании новейших операционных систем или приложений. Например, люди, которые используют самого безопасного интернет-провайдера, считают, что они больше не нуждаются в антивирусе или брандмауэре. Также люди склонны использовать простейшие пароли (1234, 0000 и т. д.) в социальных сетях и онлайн-банках, когда уверены, что их персональные данные надёжно защищены системой.

### Коммуникации
Телекоммуникационная компания AT&T провела исследование, посвященное пагубному пристрастию американцев к использованию смартфонов за рулём. 7 из 10 водителей признались, что не могут не реагировать на уведомления и проверяют сообщения или электронную почту во время вождения. Исследователи утверждают, что одной из главных причин такого поведения является чувство безопасности, которое обеспечивают современные автомобили. Автоматическая коробка передач, блокировка шумов, даже система кондиционирования и подставки для стаканчиков влияют на восприятие ситуации. Таким образом, человек подсознательно позволяет себе использовать смартфон, компенсируя это безопасностью своего автотранспорта.

### Контрацепция
Исследование в 2015 году показало, что подростки, которые считают, что секс с презервативами на 100 % безопасен, раньше начинают вести половую жизнь.

## Критика
Джеймс «Брэд» Делонг — экономист и профессор Калифорнийского университетa в Беркли — весьма иронично высказался относительно теории Пельцмана в своем журнале. Он назвал «теорию о ремнях безопасности» худшим примером реагирования людей на стимулы, утверждая, при этом, что последнее все-таки существует. Он уверен, что ни один рациональный человек не проводит в голове сложные математические вычисления относительно пристегнутого ремня и скорости, с которой он собирается вести автомобиль. Также он обвинил Пельцмана в необоснованной критике безопасности автомобилей и правовому регулированию со стороны государства. Делонг утверждает, что если следовать логике Пельцмана, автопроизводители не должны выпускать безопасные автомобили, водителям не следует пристегиваться, а власти не имеют право их к этому обязывать.
В 2007 году профессора Давид Хостон из университета Теннесси и Лильярд Ричардсон из Университета Миссури провели ряд исследований с целью опровергнуть эффект Пельцмана. Они использовали данные разных штатов с 1985 по 2002 гг. относительно того, как закон о ремнях повлиял на количество ДТП и летальные исходы при авариях. В отличие от своего предшественника, Хостон и Ричардсон взяли в учёт демографические переменные, а также коэффициент использования ремней безопасности при всех типах ДТП (включая мотоциклистов, пешеходов и пассажиров). Результат показал, что введённый в США закон о ремнях безопасности в целом положительно отражается на безопасности всех участников дорожного движения. В то же время, частое использование ремня безопасности никоим образом не увеличивает риск возникновения ложного чувства неуязвимости.